# 高雄市政府民政局
高雄市政府民政局（簡稱高雄市民政局、高市民政局），1945年成立，是高雄市政府所屬的一級機關。

## 組織架構
- 二級單位
  - 高雄市兵役處
  - 高雄市殯葬管理處
  - 鼓山戶政事務所
  - 左營戶政事務所
  - 楠梓戶政事務所
  - 三民戶政事務所
  - 新興戶政事務所
  - 苓雅戶政事務所
  - 前鎮戶政事務所
  - 小港戶政事務所
  - 鳳山戶政事務所
  - 大寮戶政事務所
  - 仁武戶政事務所
  - 鳥松戶政事務所
  - 岡山戶政事務所
  - 路竹戶政事務所
  - 茄萣戶政事務所
  - 梓官戶政事務所
  - 旗山戶政事務所
  - 美濃戶政事務所

## 外部連結
- 高雄市政府民政局 （页面存档备份，存于）（繁體中文）